# Fayez al-Sarraj

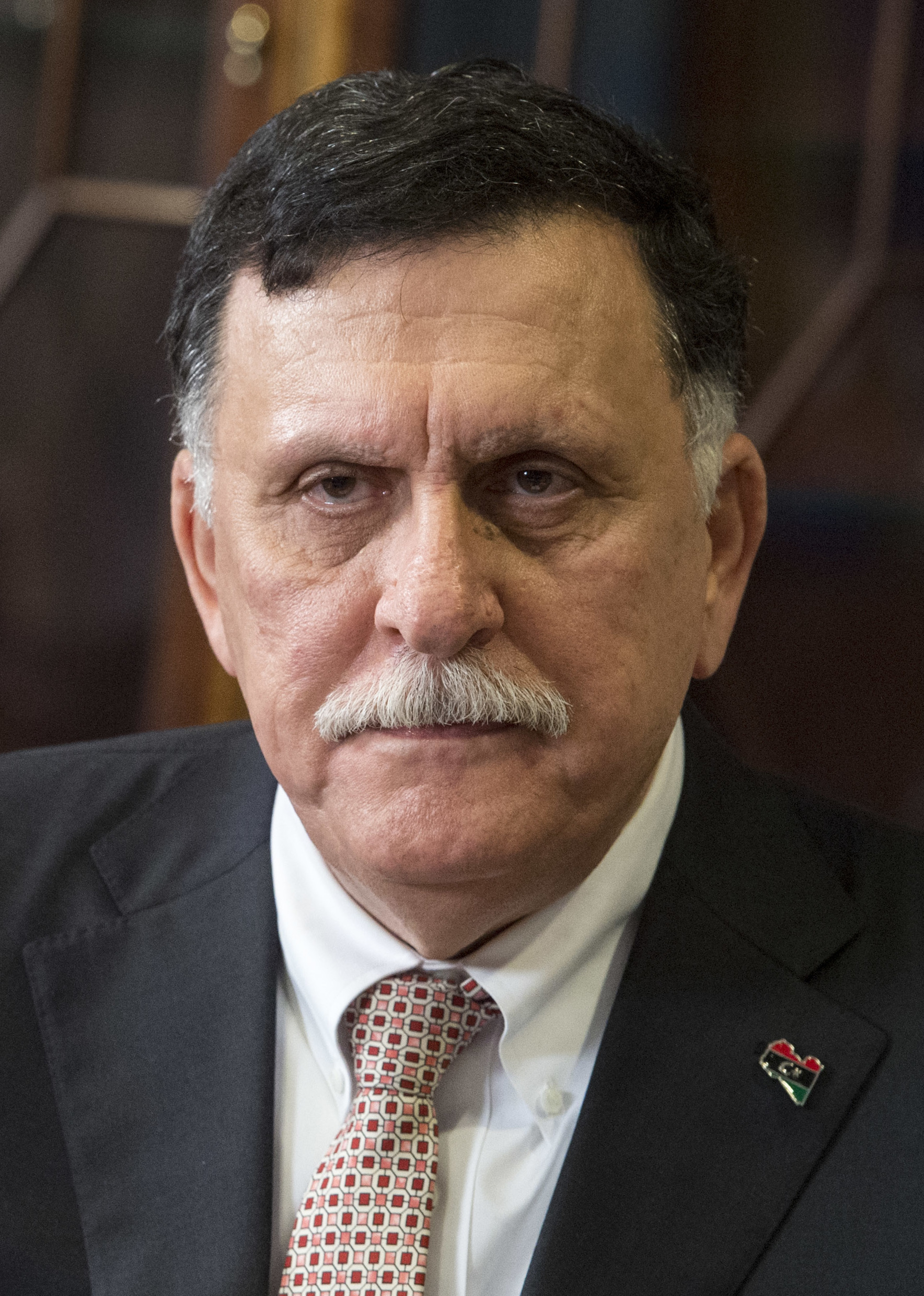

Fayez al-Sarraj (em árabe: فائز السراج or فايز السراج) (Trípoli, 20 de fevereiro de 1960, ) é um politico líbio, membro do Parlamento de Trípoli. 
Em 2015, no contexto da Segunda Guerra Civil Líbia entre a Câmara dos Representantes de caráter liberal e o Governo de Salvação Nacional de caráter islamita, al-Sarraj foi designado primeiro-ministro da Líbia pelo Governo do Acordo Nacional da Líbia, formado como resultado do Acordo Político Líbio assinado em 17 de dezembro de 2015, a título provisório pelos representantes desses grupos na Missão de Apoio das Nações Unidas na Líbia (UNSMIL) como uma figura alternativa de consenso.